# آرمانی

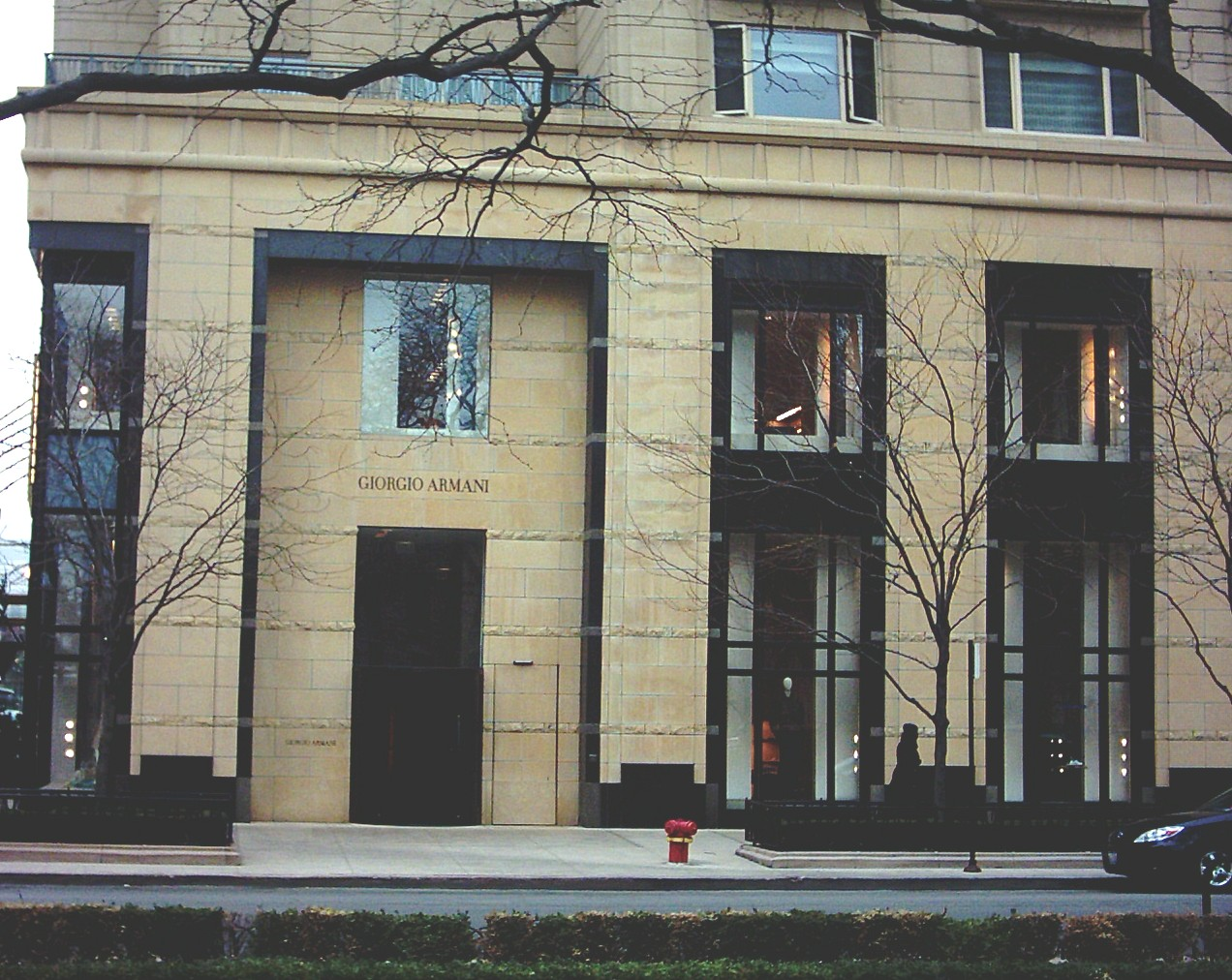
بوتیک آرمانی در شیکاگو

آرمانی (به ایتالیایی: Armani) شرکت طراحی مد و لباس ایتالیایی است، که در سال ۱۹۷۵ توسط جورجو آرمانی تأسیس شد.
این شرکت به طراحی و ساخت محصولات متنوعی شامل کالاهای لوکس، پوشاک، لوازم آرایشی، عطر، طراحی داخلی، جواهرات، عینک و ساعت با برندهای گوناگون می‌پردازد.
شرکت آرمانی در پایان سال ۲۰۰۵ میزان فروشی برابر با ۱٫۶۹ میلیارد دلار داشته‌است.

## تاریخچه

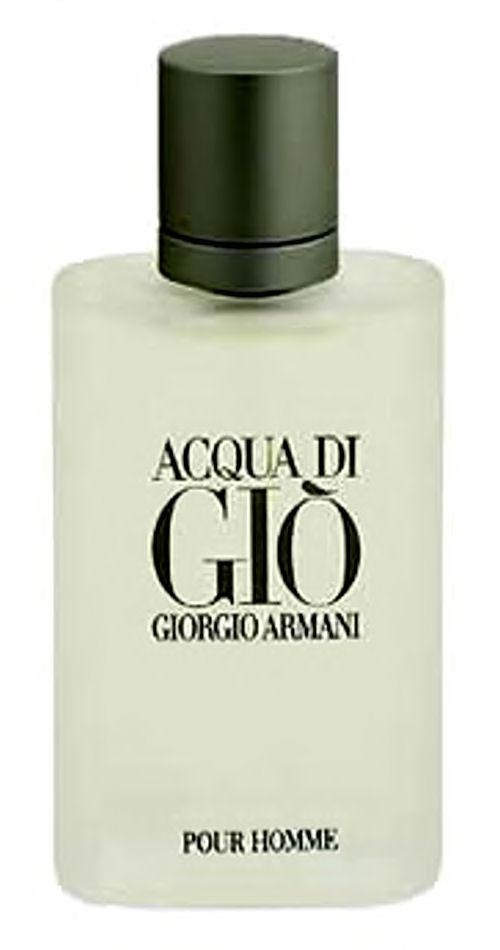
عطر جیو، یکی از مشهورترین محصولات تاریخ آرمانی

جورجو آرمانی و سرجیو گالئوتی این شرکت را با سرمایه ده هزار دلار، در سال ۱۹۷۵ در شهر میلان بنیان گذاشتند.
این شرکت امروزه در حدود ۴٬۷۰۰ کارمند و ۱۳ نمایندگی تولید در سراسر جهان دارد. هم‌اکنون شرکت آرمانی مالک شبکه‌ای از ۳۰۰ فروشگاه و بوتیک در ۳۶ کشور جهان می‌باشد.

## حوزه‌های فعالیت
شرکت آرمانی به طراحی و ساخت محصولات متنوعی شامل لوازم فشن، پوشاک، لوازم آرایشی، عطر، دکوراسیون، جواهرات، عینک و ساعت با برندهای گوناگون می‌پردازد.
این شرکت همچنین از طریق همکاری با سایر شرکت‌ها به حیطه‌های تازه‌ای مانند ساخت هتلها و مراکز تفریحی زنجیره‌ای و حتی ساخت گوشی‌های موبایل نیز وارد شده‌است. آرمانی از طریق همکاری با شرکت سامسونگ، اقدام به طراحی و عرضه گوشی‌های موبایل لوکس با برند آرمانی نموده است.
این شرکت مشارکت خود را با شرکت اماراتی اعمار، برای ساخت مجموعه هتل‌های زنجیره‌ای لوکس، آغاز کرده‌است و در حال ساخت هتل‌های آرمانی، در شهرهای میلان، پاریس، نیویورک، لندن، هنگ کنگ، لس آنجلس، توکیو، شانگهای، سئول و دوبی می‌باشد.
آرمانی عرضه عطرهای زنانه و مردانه خود را پس از همکاری با شرکت لوازم آرایشی لورئال آغاز کرد.

## برندها
شرکت آرمانی به طراحی و ساخت محصولات متنوعی شامل لوازم فشن، پوشاک، لوازم آرایشی، عطر، لوازم دکور، جواهرات، عینک و ساعت با مارک‌های گوناگونی شامل جورجو آرمانی، آرمانی کولزیونی، امپوریو آرمانی، آرمانی جینز، آرمانی جونیور، آرمانی اکسچینج و آرمانی کاسا می‌پردازد.